# Rocca di Papa
Rocca di Papa est une commune de la ville métropolitaine de Rome Capitale, dans la région Latium, en Italie.

## Géographie

### Hameaux
- Pratoni del Vivaro
- Campi d'Annibale
- Monte Cavo (Mont Albain)
- Couvent de Palazzolo

### Communes limitrophes
Les communes attenantes à Rocca di Papa sont Albano Laziale, Ariccia, Artena, Castel Gandolfo, Grottaferrata, Lariano, Marino, Monte Compatri, Nemi, Rocca Priora, Velletri.

## Histoire
Rocca di Papa est l'ancienne Cabum, placé sur un rocher isolé du reste du versant de la montagne de Monte Cavo et couronné par les ruines d'un château à quatre tours, qui était la place forte des Annibaldeschi jusqu'en 1426, époque où il passa aux mains de Prospero Colonna qui l'agrandit et y ajouta une tour. Cette forteresse a été démantelée par ordre de Paul III au XVIe siècle. Le nom de Rocca di Papa remonte à 1181 avec sa mention par le pape Lucius III.

## Culture

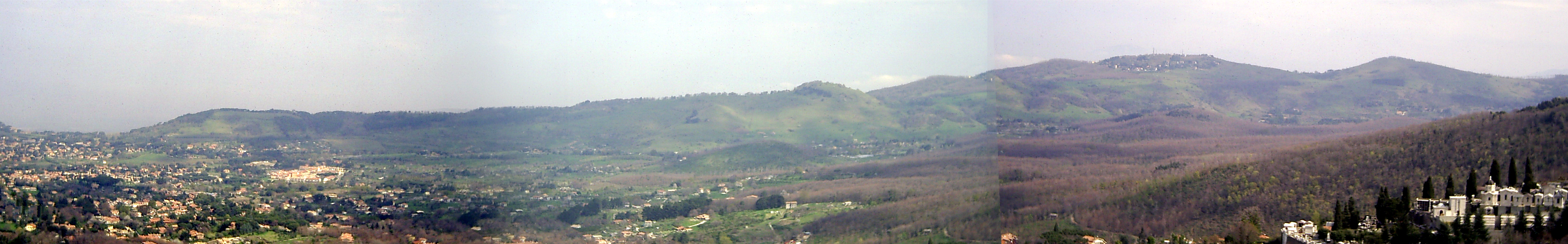
Panorama de Rocca di Papa vers les Castelli Romani et Rome.

## Administration
| Période                                  | Période  | Identité        | Étiquette | Qualité |
| ---------------------------------------- | -------- | --------------- | --------- | ------- |
| 30 mai 2006                              | En cours | Pasquale Boccia | L'Olivier |         |
| Les données manquantes sont à compléter. |          |                 |           |         |

## Personnalités liées à la commune
- Guglielmo Marconi, inventeur de la radio
- Chiara Lubich, fondatrice et ex-présidente du Mouvement des Focolari
- Anita Ekberg, actrice
- Claudio Villa, chanteur et acteur